# Райозерська сільська рада
Райозерська сільська рада — адміністративно-територіальна одиниця у Оржицькому районі Полтавської області з центром у c. Райозеро.
Населення — 707 осіб.

## Населені пункти
Сільраді були підпорядковані населені пункти:
- c. Райозеро
- с. Полуніївка